# Gerhard Dust
Gerhard Dust (* 1952 in Soest) ist ein deutscher Unternehmer und Erfinder. Er ist Hauptgesellschafter der PolyCare Research Technology GmbH & Co. KG.

## Leben
Als 16-Jähriger begann er seine berufliche Karriere mit einer Ausbildung als Industriekaufmann bei der Firma Milke Bau in Soest. Nach Abschluss der Fachoberschule und seiner Militärzeit studierte er Ökonomie mit dem Schwerpunkt Volkswirtschaft an der Gesamthochschule Duisburg und schloss dort als Jahrgangsbester mit dem Titel Dipl.Oec. ab. Schon während seiner Studienzeit begann er eine Tätigkeit als Europa Manager für überseeische Arbeitsgemeinschaften bei der Ed. Züblin AG in Duisburg.
Im Anschluss an eine berufsbegleitende Promotion an der Universität Bayreuth begann er eine Tätigkeit im Buchhandel. Nach 6 Jahren Tätigkeit bei Koehler u. Volckmar, einem führenden Betrieb des Buchgroßhandels, zuletzt in der Funktion als Prokurist und stv. Betriebsleiter, wechselte er 1991 zur Georg Lingenbrink GmbH und war dort als Geschäftsführer für die Standorte Hamburg, Frankfurt und Norderstedt zuständig.
Ab 1999 war er als Geschäftsführer der Libri GmbH für die Planung, den Bau und den laufenden Betrieb des Logistikstandortes Bad Hersfeld verantwortlich und erwarb dort eine weltweite Reputation als Experte für die Buchlogistik. In dieser Zeit kamen Tätigkeiten als Gründungsgeschäftsführer der Transportgesellschaft Booxpress und als Vorstand der Top Holding AG hinzu.
Parallel zu diesen Tätigkeiten entwickelte und unterstützte Dust als Investor auch Firmenneugründungen wie beispielsweise computeruniverse.net, einem heute zur Burda-Gruppe gehörenden Elektronikversand.
Beeinflusst durch die Erdbebenkatastrophe im Januar 2010 in Haiti gründete er im Februar 2010 gemeinsam mit dem Erfinder Gunther Plötner in Thüringen die PolyCare Research Technology GmbH & Co. KG mit der Zielsetzung ein Konzept für einfache, steckbare Not- und Dauerunterkünfte aus Polymerbeton marktreif zu entwickeln. Im Herbst 2010 erfand er ein Verfahren zur Einbettung von lumineszierenden Partikeln in die Oberfläche von Polymerbeton und gründete die Marke Lumino®.
Mittlerweile hat Dust, als CEO von PolyCare, ein marktreifes Konzept entwickelt, das die preiswerte Herstellung von langlebigen und umweltfreundlichen Bauelementen aus Polymerbeton erlaubt. Die Besonderheit der Entwicklung erlaubt zum einen die Nutzung von lokalen Rohstoffen, wie z. B. Wüstensand und zum anderen gewährleistet die Gestaltung der steckbaren Elemente eine überaus schnelle und präzise Bauweise ohne Einsatz von geschulten Fachkräften oder schweren Baugeräten.
Gerhard Dust ist Mitbegründer und Vorstand des Internationalen Wirtschaftsrat e. V., Berlin.
Er ist verheiratet und hat eine Tochter.

## Auszeichnungen
- 2007: Bundesverdienstkreuz am Bande
- 2011: Silbermedaille Salon International des Inventions, Genéve
- 2011: Goldmedaille iENA, Nürnberg
- 2012 Goldmedaille 5th International Invention Fair of the Middle East in Kuwait
- 2013 Goldmedaille iENA Nürnberg
- 2013 Grand Prix de l’Association Européenne des Inventeurs *AEI*, Strasbourg
- 2015 Innovationspreis der Deutschen Wirtschaft, Frankfurt
- 2016 Ideas from Europe - Best European Idea to change the world, Den Haag
- 2017 materialPreis, Stuttgart
- 2020: Zugabe-Preis der Körber-Stiftung, Hamburg

## Veröffentlichungen
- Theorie und Praxis internationaler Fischereipolitik. Dissertation. Wilfer Verlag, Spardorf, 1984, ISBN 3-922919-47-2.
- Creating a Concept for Book Distribution in the Arab World. Verlag BoD 2008.
- Buchdistribution im dritten Jahrtausend. In: Mensch und Technik in der Logistik. Verein Deutscher Ingenieure, VDI Bericht 1663, Düsseldorf 2002, ISBN 3-18-091663-X.